# Алексєєв Валерій Павлович
Вале́рій Па́влович Алексє́єв (22 серпня 1929 або 29 серпня 1929 , Москва  — 7 листопада 1991 , Москва ) — радянський антрополог та історик, спеціаліст у галузі історичної антропології, географії людських рас. Член-кореспондент АН СРСР з 29 грудня 1981 року по відділу історії (етнографія), академік з 23 грудня 1987 року.

## Біографія
В 1952 році закінчив далекосхідний факультет Московського інституту сходознавства. Аспірант, згодом співробітник Інституту етнографії АН СРСР.
В 1955 році захистив кандидатську дисертацію «Палеоантропологія Південного Сибіру»; в 1966 році — докторську дисертацію «Краніологія народів Східної Європи і Кавказу в зв'язку з питаннями їх походження».
Директор Інституту археології АН СРСР в 1988–1991 роках.
Дружина — антрополог, академік РАН Т. І. Алексєєва.
Помер 7 листопада 1991 року в Москві. Похований у Москві на П'ятницькому кладовищі.
Відділ історико-філологічних наук РАН затвердив премію імені В. П. Алексєєва и Т. І. Алексєєвої за видатні наукові роботи в галузі антропології та археології.

## Вчення
Виступаючи проти соціологізаторських теорій, Алексєєв проголошував реальність раси та її зв'язок з етнічною приналежністю. В поділі людства на раси він дотримувався традиційного вчення і виділяв європеоїдів, негроїдів і монголоїдів. Притому європеоїдів він наближав до негроїдів. Відмінність перших Алексеєєв бачит в домішку неандертальців. Особливість монголоїдів, на думку Алесеева, полягала у впливі синантропів. Європеоїдів він ділив на північних (балтійських) та південних (середземноморських, вірменоїдних та ірано-афганських. Крім «чистих» рас, Алексєєв виділяв «змішані» або «перехідні», наприклад уральську расу.

## Праці
- Хакасы, енисейские киргизы, киргизы (сравнительно-краниологический очерк) // Труды Киргизской археолого-этнографической экспедиции. — М., 1956. — Т. I. — С. 114—115
- Краниология хакасов в связи с вопросами их происхождения // Труды Киргизской комплексной археолого-этнографической экспедиции. 1960. — Т. 4. — С. 269—364.
- Палеоантропология Алтае-Саянского нагорья эпохи неолита и бронзы // Труды Института этнографии им. Н. Н. Миклухо-Маклая, новая серия, Т. LXXI, Антропологический сборник III. — М.: Изд-во АН СССР, — 1961. — С. 107—206.
- Происхождение хакасского народа в свете данных антропологии // Материалы исследований по археологии, этнографии и истории Красноярского края. Красноярськ: Кн. изд-во, 1963. С. 135—164.
- Антропологические данные и проблемы происхождения шорцев // Ученые записки ХакНИИЯЛИ. — Абакан, 1965. — Вып. XI. — С.86—100.
- Сибирь как очаг расообразования // Проблемы исторической этнографии и антропологии Азии. — М.: Наука, 1968.
- Происхождение народов Восточной Европы. — М.: Наука, 1969. — 324 с.
- Очерк происхождения тюркоязычных народов Восточной Европы в свете данных антропологии // Вопросы етногенеза тюркоязычных народов Среднего Поволжья. — Казань, — 1971. — С. 232—271.
- К средневековой палеоантропологии Кузнецкой котловины // Изв. лаб. археологических исследований. — Кемерово: Изд-во Кемеров. ун-та, — 1974. — Вып. 5. — С. 112—118.
- The Origin of the Human Race, Progress Publishers (1986), ISBN 978-0-8285-3325-6.
- Историческая антропология и этногенез. — М., Наука, 1989. — 446 с.
- «География человеческих рас»
- «Палеоантропология земного шара и формирование человеческих рас»
- «Происхождение народов Восточной Европы»
- «Происхождение народов Кавказа»
- Становление человечества — М.: Политиздат, — 1984. — 462 с., ил. (переизд. 1994)
- (в соавт.) История первобытного общества. Учебник для вузов по специальности «История». — М.: Высшая школа, 1990. — 351 с.: ил.
- Историческая антропология. — М., 1979. 217 с.